# Черевченко Геннадій Іванович
Геннадій Іванович Черевченко (рос. Геннадий Иванович Черевченко, 16 березня 1948, Кумсангір, Кумсангірський район, Таджицька РСР — 18 березня 2014, Люберці, Московська область) — радянський футболіст, захисник, тренер. Майстер спорту СРСР (1982).

## Біографія
Перша команда майстрів — «Пахтакор» (Курган-Тюбе), 1967 рік, клас «Б», група «Середня Азія і Казахстан».
В 1969 році перейшов в клуб «Памір» (Душанбе), починав у дублюючому складі, але після того як завершив кар'єру захисник-ветеран Юрій Ринков — міцно зайняв місце в основі. У підсумку Черевченко провів за «Памір» 18 сезонів, довгий час носив капітанську пов'язку. Рекордсмен команди за кількістю проведених ігор — зіграв у першостях країни 563 матчі, забив 22 голи. Незважаючи на невисокий зріст, відрізнявся хорошою грою головою.
У 1993—1994 роках працював тренером в гісарському «Шодмоні», в 1996 році — в «Індустрії» (Боровськ), потім — у системі московського «Локомотива». В останні роки — тренер команди 1996 р. «Локомотива-2».
Помер 18 березня 2014 на 67-му році життя.
Батько футболіста і тренера Ігоря Черевченко.